# Bodenschutzrecht
Das Bodenschutzrecht ist die Gesamtheit der für ein Land oder eine Ländergemeinschaft geltenden Gesetze, Verordnungen und Richtlinien mit rechtlicher Wirkung im Bereich des Bodenschutzes.

## Rechtssituation in Europa
Für die Europäische Union wurde 2006 von der Europäischen Kommission ein Entwurf für eine Bodenrahmenrichtlinie (BRRL) vorgelegt. Diese legt einen gemeinsamen Rechtsrahmen für den Bodenschutz fest und gibt den Mitgliedstaaten unter anderem die Ausweisung von Risikogebieten vor.

### Deutschland
In Deutschland hat der Bodenschutz 1999 mit dem Bundes-Bodenschutzgesetz (BBodSchG) und der Bundes-Bodenschutz- und Altlastenverordnung (BBodSchV) eine einheitliche Grundlage erhalten. Diese wird durch vorrangige Rechtsvorschriften wie das Kreislaufwirtschafts- und Abfallgesetz, das Wasserhaushaltsgesetz und das Bundesnaturschutzgesetz erweitert. Vorrang hat daneben auch das Düngemittel- und Pflanzenschutzrecht, das Immissionsschutzrecht sowie das Bauplanungs- und Bauordnungsrecht.
Das Bundes-Bodenschutzrecht wird des Weiteren durch Gesetze und Verordnungen auf Länderebene ergänzt.
Mit der Schaffung des Bodenschutzrechts in Deutschland wurde nach Luft (BImSchG und Landesimmissionsschutzgesetze) und Wasser (WHG und Landeswassergesetze) der Boden als letztes Umweltmedium einem spezialgesetzlichen Schutz unterstellt.

### Schweiz
Die gesetzliche Bodenschutz-Grundlage ist in der Schweiz das Umweltschutzgesetz (USG) von 1983. Drei Jahre später trat die Verordnung über Schadstoffe im Boden (VSBo) in Kraft, die 1998 von der Verordnung über Belastung des Bodens (VBBo) abgelöst wurde. Durch die Verordnung werden unter anderem die Kantone verpflichtet, Böden aktiv zu schützen.